# 万荣后土庙
35°20′37″N 110°28′44″E / 35.34361°N 110.47889°E
汾阴后土祠俗称后土祠，因所在地今亦称万荣后土祠，位于今中国山西省运城市万荣县荣河镇庙前村，汾河南岸、黄河东岸，1996年被列为第四批全国重点文物保护单位。汾阴后土祠为汉武帝所确立的皇帝祭地的本庙，汉、唐、宋多位皇帝曾在此亲祀后土。

## 祭祀史

### 立祠之前的郊祀史
《礼记·王制》载“天子祭天地，诸侯祭社稷，大夫祭五祀”，后土即主宰大地山川的女性神，与主宰天界的玉皇大帝相配，为天子所祭祀的对象。祭地的主要目的在于祈求农作物的丰收。周代时天子冬至祭天于地上之圜丘，夏至祭地于泽中之方丘，二者分别位于国都南郊和北郊，故被称为郊祀。祭地所用的方丘即以水环绕的方形祭坛，象征四海环绕大地。
秦襄公时作西畤祀白帝，秦文公时改在雍立鄜畤郊祀白帝，后逐渐扩展为郊祀上帝的四帝畤，汉高祖增立北畤，成为雍五畤。但汉初的祭祀均由祠官负责，皇帝并不亲往。至汉文帝时开始亲祭上帝于雍五畤，汉武帝又于云阳县甘泉宫增立泰畤，作为祭天之所，但最初并无与祭天相配的祭地之所。

### 作为郊祀祭地场所的后土祠

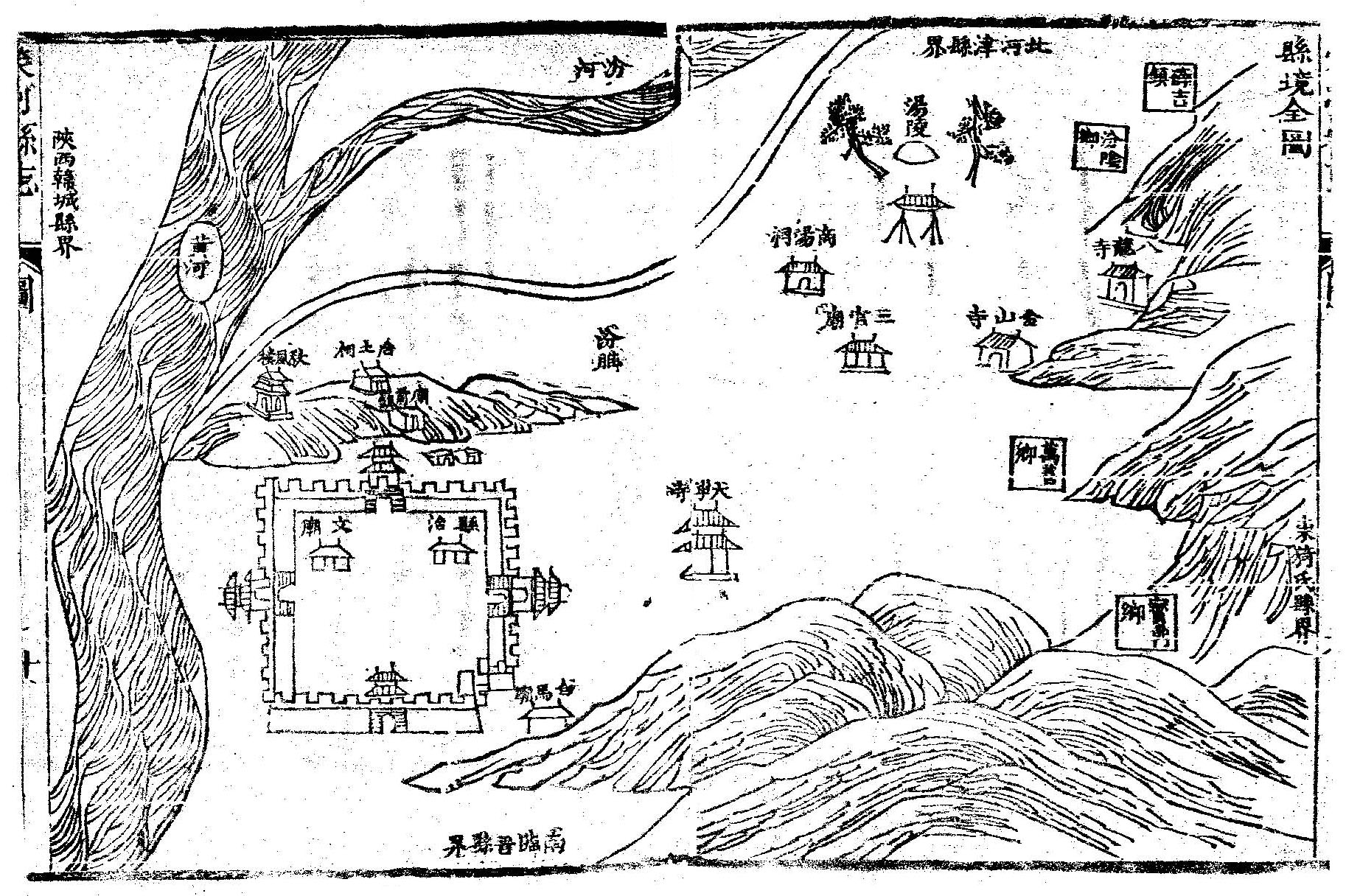
清光绪七年（1881年）所刊《光绪荣和县志》县境全图，示后土祠的地理环境，其中汉汾阴故城位于清代荣和县城以北九里。

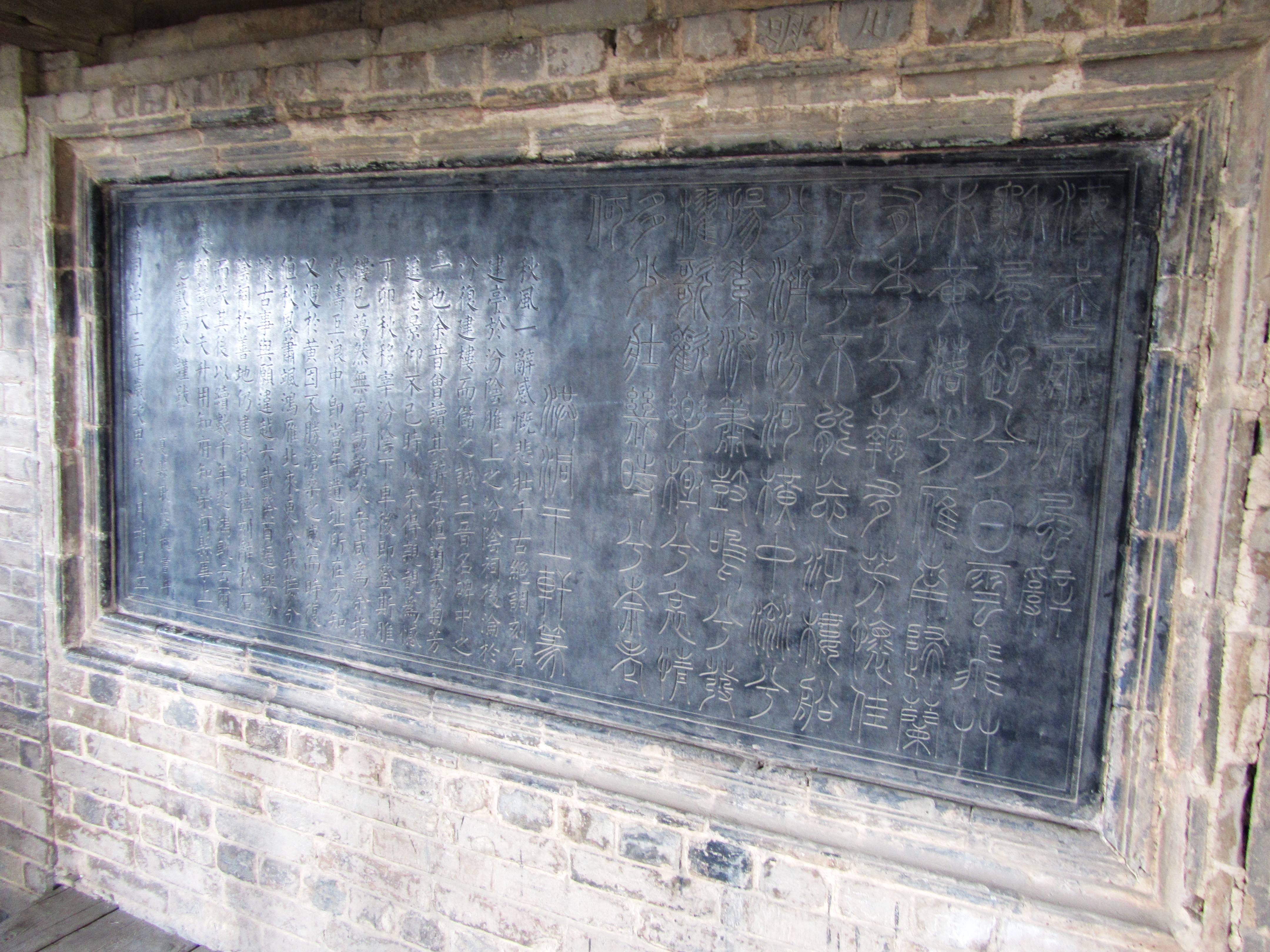
秋风楼内藏元世祖至元八年（1271年）所刻汉武帝《秋风辞》碑。

后土祠最初所在的位置被称为“汾阴脽”或“魏脽”，为位于汉汾阴县故城西北二里、原汾河与黄河交汇处东南的一处天然土阜，《水经注》载汾阴脽“背汾带河，长四五里，广二里余，高十丈”，唐玄宗称之为“汾水合河，梁山对麓，地形堆阜，天然诡异”。传上古时期黄帝即曾在此祀地祇并扫地为坛，后祠内因此建轩辕扫地坛。
汉文帝后元元年（前163年），方士新垣平称周鼎原在泗水中，黄河因决口而与泗水相通，又望汾阴有金宝气，意周鼎当出于此。于是汉文帝意欲在此建庙，通过祭祀以求周鼎出现，但其后又认为新垣平所言皆诈而未定。
汉武帝于元狩二年（前121年）欲祀地神后土，以与祀天神上帝相配，太史令司马谈与祠官宽舒等认为应在泽中立圆丘祭祀，汾阴满足立祠的条件，与此同时汾阴人公孙滂洋等见汾河旁有光如绛，言之于武帝，于是在汾阴脽上建祠并亲临祭祀，后定以每三年亲祭一次。汉武帝时期共8次亲祭后土，传《秋风辞》即为祭祀后土途中而作。
元鼎四年（前113年）六月，汾阴人巫锦在祠旁发现宝鼎，鼎大八尺一寸，高三尺六寸，异于普通鼎，汉武帝在确认为古鼎后，将鼎迎至甘泉宫并置于郊庙，有观点以此为改元元鼎的缘由。
汉成帝即位后，丞相匡衡与御史大夫张谭上疏认为，郊祀天地的场所应在都城长安南北郊方合古制，而去往云阳泰畤与汾阴后土祠祭祀一则劳民，二则危险，其中后土祠需要“渡大川，有风波舟楫之危”，于是在建始元年（前32）在长安立南郊和北郊，分别取代泰畤和后土祠，此后又经历了一段反复的过程而最终确定，南北郊的形式最终发展为北京的天坛和地坛。

### 汉代以后的祭祀活动
自汉后汾阴虽不再成为祀后土的重地，但其间仍有帝王亲至汾阴祭祀，如唐玄宗、宋真宗等。
唐玄宗开元十一年（723年）以为农祈谷而亲祀后土，在修缮祠庙时再次获得宝鼎三座，因此改汾阴县为宝鼎县。
宋真宗大中祥符三年（1010年）六月，河中府进士薛南等请祀后土，七月群臣上表复请。次年二月，宋真宗亲祀后土，并将祀后土的仪式与泰山封禅等同，成为重大的国家庆典。
金、元时期以祠庙所处较偏僻，帝王祭祀诸多不便而改为遣官祭祀。明代建地坛后，官祀后土的仪式便不在后土祠举行，后土祠也转变为民间祭祀场所。
2003年，万荣县政府举办了世界华人公祭后土圣母大典暨万荣首届后土旅游文化节，之后祭祀每年举办一次。
以下为历代帝王祭祀后土的情况表（载于金天会十五年（1137）《蒲州荣河县创立承天效法厚德光大后土皇地祇庙像图石》碑碑阴《历朝立庙致祠实迹》）：
| 帝王     | 祭祀次数 | 祭祀时间 |
| -------- | -------- | --- |
| 汉武帝   | 8        | 元狩二年（前121年）、元鼎四年（前113年）、元封二年（前109年）、四年（前107年）、六年（前105年）、太初元年（前103年）、二年（前102年）、天汉元年（前100年） |
| 汉宣帝   | 3        | 神爵元年（前61年）、五凤元年（前57年）、甘露二年（前52年）                                                                                                 |
| 汉元帝   | 3        | 初元四年（前45年）、永光元年（前43年）、建昭二年（前37年）                                                                                                 |
| 汉成帝   | 1        | 永始四年（前13年） |
| 汉哀帝   | 1        | 建平三年（前4年） |
| 漢光武帝 | 1        | 建武十八年（42年） |
| 唐玄宗   | 3        | 开元十一年（723年）、十二年（724年）、二十年（732年） |
| 宋真宗   | 1        | 大中祥符四年（1011年） |

## 建筑史

### 唐宋时期

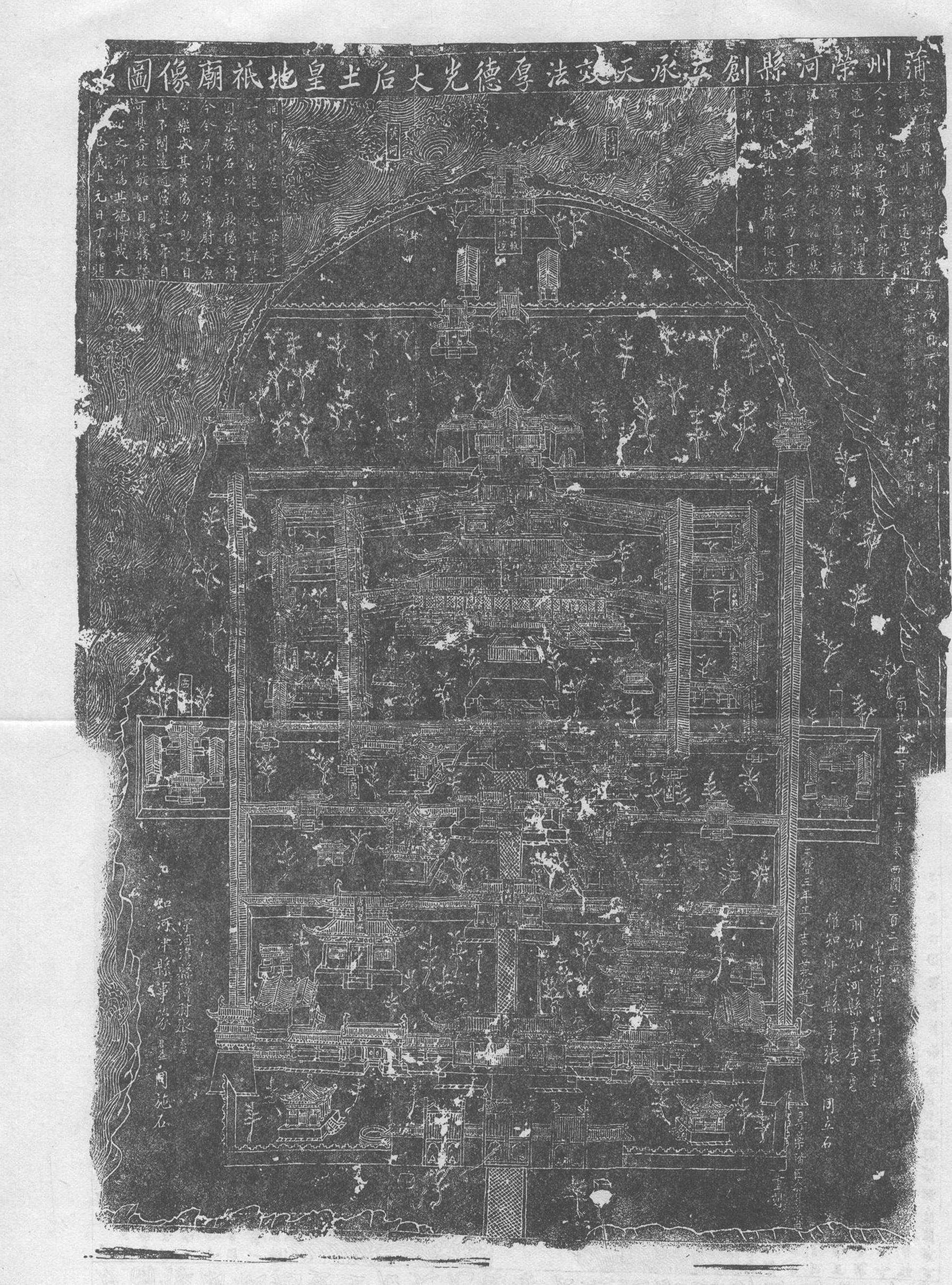
《蒲州荣河县创立承天效法厚德光大后土皇地祇庙像图石》碑拓本，反映了北宋末至金初的庙貌。

明代以前的后土庙均为官修，明代方改为民修。汉代的祠庙规模已不可考，至唐开元十一年（723年）重修庙宇后“规模壮丽，同于王居”。宋真宗大中祥符三年（1010年）因祭祀之需增修庙宇，并将其按国家级祠庙改建，其庙制亦成为北宋祠庙宫观建筑的代表，方志中称其“庄严宏钜，为海内祠庙之冠”。在今献殿内东侧存有刊刻于金初天会十五年（1137年）、明代重刻的《蒲州荣河县创立承天效法厚德光大后土皇地祇庙像图石》碑，以线刻图像的形式反映了北宋扩建后的规模。
按此碑记载，此时的后土祠南北长732步，东西阔320步，四周围以庙墙，四角建角楼。中路依次为大门五间（悬太宁庙匾额，两侧各有一三间的角门）、承天门三间、延禧门三间（两侧挟屋各一间）、坤柔之门三间、坤柔之殿九间和寝殿三间，东西两路为道院、斋堂等附属建筑。主殿前设有四重门，重门之间的院内建有不同时期的碑楼。主殿院四周以廊庑围合，正殿左右又有斜廊连东西庑，形成日字型平面的廊院。正殿坤柔之殿与寝殿以穿廊相连形成工字殿，殿前有一大一小两方台，南侧大台为露台，北侧小台为栏杆围绕的封石匮之坛。庙前建棂星门三间并围以矮墙，形成附加的外院。庙后为用墙围成半圆形的祭坛区，中间以横墙分为前后两院，南院为配天殿三间，北院为旧轩辕扫地坛，均建于高台之上。
汉武帝祭祀时建有行宫万岁宫，唐玄宗时亦建驻跸行殿奉祗宫，宋真宗改为太宁宫，主殿为穆清殿，用于在祭祀后宴请群臣。

### 元明清时期

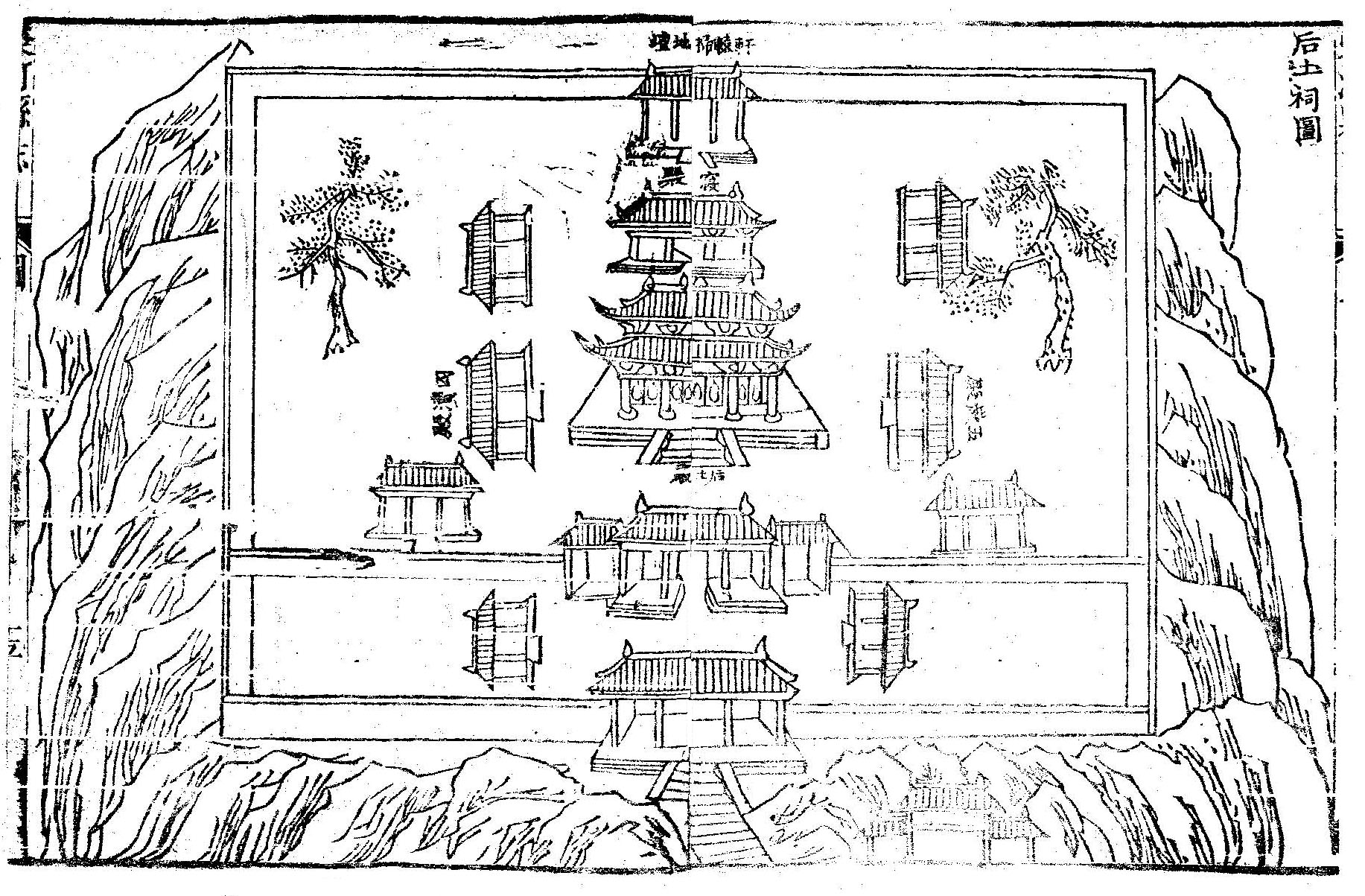
清光绪七年（1881年）所刊《光绪荣和县志》后土祠图，反映了清末的庙貌（秋风楼另外单独绘制）。

元代时于庙后建秋风亭，其中藏以元世祖至元八年（1271年）所刻汉武帝《秋风辞》碑，明隆庆中亭废，改为建于庙前的秋风楼，在此可远眺汾河与黄河，“拥势华焕，赋咏无数”，同治重建时又移于庙后。
自明万历末年起汾河南泛，护堤倾剥，庙址渐陷。清顺治时黄河决口，祠庙被淹，仅存山门与秋风楼。康熙年间移地重建，同治初年因黄河河道东移再次迁建，至同治九年（1870年）定于现址。
2002年万荣县政府投入巨资对后土庙进行了维修。

## 建筑
后土庙坐北朝南，南北长240.81米，东西宽105.21米，总占地25268平方米。中轴线上依次为山门（兼戏台）三间、二连戏台七间、献殿五间、香厅一间、正殿五间和秋风楼。
二连戏台前有钟鼓楼，献殿前有配殿东西五虎殿各三间，东五虎殿供奉五岳大帝，西五虎殿供奉三国时蜀国的五虎上将，秋风楼东侧有宋真宗于大中祥符四年所作《汾阴二圣配飨之铭》碑（亦名《萧墙碑》）碑楼。各建筑中山门为元代所建，秋风楼为明代遗构，余均为晚清所建。
山门为重檐歇山顶，二连戏台、献殿与配殿为硬山顶，香厅为卷棚顶，正殿为悬山顶。

### 秋风楼
秋风楼建于16米见方的砖石台基上，楼身三层，高33米，面阔进深各五间，十字歇山顶，台基南面开门，门内正对墙上有一小龛，上题“扫地坛”。